# Синдром Клайне — Левіна
Синдром Клайне — Левіна або Синдром Клейне — Левіна (англ. Kleine–Levin syndrome, KLS) — рідкісний розлад, якому притаманні стійкі епізодичні гіперсомнії (сонливість) та когнітивні зміни або зміни настрою. Пацієнт спить більшу частину доби (до 18 годин, іноді й довше); стає роздратованим або агресивним, якщо не дозволяти йому спати. 
Синдром названо за іменами німецьких психіатрів Віллі Клайне та Макса Левіна, які описали випадки хвороби на початку 20 століття.